# Jafar al-Askari

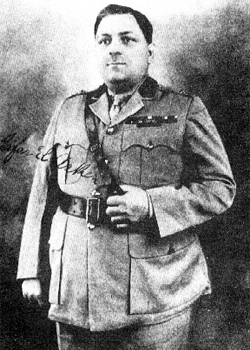
Jafar Pasha al-Askari en 1920.

Jafar Mustafa Abdul Rahman Jafar al-Askari (en árabe: جعفر مصطفى عبد الرحمن جعفر العسكري‎) (1887 – 1936) fue dos veces primer ministro de Irak, la primera vez desde el 22 de noviembre de 1923 al 3 de agosto de 1924, y la segunda vez del 21 de noviembre de 1926 al 31 de diciembre de 1927.
Askari sirvió en el ejército del Imperio otomano durante la Primera Guerra Mundial hasta que fue capturado por las fuerzas británicas y trasladado hasta el Imperio de Egipto. Después de escapar de sus captores, huyó hacia el este donde se convirtió a la causa del nacionalismo árabe uniendo sus fuerzas con Thomas Edward Lawrence (Lawrence de Arabia), junto con su cuñado, Nuri as-Said, que también serviría como primer ministro de Irak. Askari participó en el ataque contra Damasco apoyando a Faysal ibn Husayn en la subida al trono de Siria. Cuando Faysal fue depuesto por los franceses, defendió la concesión de él un nuevo trono en Irak.
Como recompensa por su lealtad, Faysal concedió a Askari varios puestos importantes en el gabinete, incluyendo el de ministro de defensa durante el primer gobierno iraquí. Se desempeñó como primer ministro en dos ocasiones, y también fue ministro de Asuntos Exteriores. Durante el gobierno de Yasin al-Hashimi, Askari fue ministro de defensa y murió asesinado durante el golpe de Estado perpetrado por el Jefe del Estado Mayor, Bakr Sidqi en 1936, logrando derrocar al primer ministro al-Hashimi.
Después de la muerte de Askari, un familiar suyo junto a Ali Jawwad, comandante de la Fuerza Aérea de Irak, vengaron su muerte asesinando a Bakr Sidqi en el aeropuerto de Mosul.
| Predecesor: Abd al-Muhsin as-Sa'dun | Primer ministro de Irak 22 de noviembre de 1923 — 3 de agosto de 1924     | Sucesor: Yasin al-Hashimi        |
| Predecesor: Abd al-Muhsin as-Sa'dun | Primer ministro de Irak 21 de noviembre de 1926 — 31 de diciembre de 1927 | Sucesor: Abd al-Muhsin as-Sa'dun |

- Datos: Q2529157
- Multimedia: Jafar al-Askari / Q2529157